# Rhizoecus parvus
Rhizoecus parvus är en insektsart som beskrevs av Danzig 1985. Rhizoecus parvus ingår i släktet Rhizoecus och familjen ullsköldlöss. Inga underarter finns listade i Catalogue of Life.